# 小説総論
『小説総論』（しょうせつそうろん）は、二葉亭四迷の文芸評論。1886年（明治19年）、「中央学術雑誌」に発表。
坪内逍遥に影響を受け、さらに批判的に内容を深め『小説神髄』の欠点を補う。非常に短いが日本の近代小説成立の上で『小説神髄』と並んで重要な評論。
形（フォーム）と意（アイデア）の2つの用語を使って小説を整理した。小説は浮世の様々な形を描くことで意を直接に表現すべきものであるとしてリアリズムを主張し、作為的に善悪の二極を設定する勧善懲悪の物語を批判した。また、いたずらに形のみを描いて意を描けていない小説は下手であるとして、形に対する意の優位を示している。